# Árón (rostlina)
Árón (Arum) je rod jednoděložných rostlin z čeledi árónovité (Araceae). Občas se vyskytují i jiné fonetické varianty jména, hlavně áron, někdy i aron nebo arón, které jsou asi nesprávné. Kaplan v publikaci Kubát (2002) i Dostál (1989) udávají árón (oboje dlouhé).

## Popis
Jedná se o pozemní rostliny s hlízovitě ztloustlými oddenky či hlízami. Jsou vytrvalé, jednodomé s jednopohlavnými květy. Listy jsou řapíkaté, střídavé, s listovými pochvami. Čepele listů jsou hrálovité až střelovité, žilnatina je zpeřeně větvená. Květy jsou v květenstvích, ve ztlustlých klasech, někdy se tento typ květenství nazývá palice. Květenství podepřeno nápadným listenem, který tvoří toulec. Květenství se skládá z mnoha květů, které jsou uspořádány do spirály. Naspodu palice jsou samičí květy, nad nimi je úsek sterilních samičích květů přeměněných v brvité útvary. Následují samčí květy a nad nimi soubor sterilních samčích květů v podobě brvitých výrůstků na cibulkovité bázi. Sterilní květy výjimečně chybí (Arum creticum a A. idaeum). Nahoře je palice prodloužená v bezkvětý kyjovitý výrůstek – apendix. Okvětí chybí. Tyčinek je 2-4. Gyneceum je složeno z 1 plodolistu, je monomerické, semeník je svrchní. Plody jsou dužnaté, jedná se o bobule uspořádané do plodenství, bobule jsou za zralosti červené barvy.

## Rozšíření ve světě
Je známo asi 15-16 (často blízce příbuzných) druhů, záleží na taxonomickém pojetí, jsou rozšířeny v mírném pásu až v subtropech Evropy (nejvíce ve Středomoří), Asie (převážně v Turecku, jeden druh zasahuje do Číny) a severní Afrika.

## Rozšíření v Česku
V ČR rostou 2 druhy, které jsou si blízce příbuzné a na první pohled jsou si i velmi podobné. Je to árón plamatý (Arum maculatum), který roste spíše v západní polovině ČR a árón východní (Arum cylindraceum, syn.: Arum alpinum Schott et Kotschy, Arum alpinum subsp. besserianum, Arum orientale subsp. besserianum), který roste spíše ve východní polovině, nejhojnější je v podhůří moravských Karpat.

## Přehled druhů
- Druh kvetoucí na podzim (subgenus Gymnomesium)
  - Arum pictum L. fil. (syn. Arum corsicum Loisel., Arum balearicum Buchoz., Gymnomesium pistum Schott.) – Baleáry, Korsika, Sardinie, Itálie
- Druhy kvetoucí na jaře s vodorovně uloženými, bohatě větvenými hlízami (section Arum)
  - Arum concinnatum Schott. (syn. Arum nickelii Schott.)
  - Arum italicum Miller – jižní Evropa, Kanárské ostrovy, Turecko, Kavkaz
  - Arum maculatum – Evropa, Turecko
  - Arum byzantinum Blume – Turecko
- Druhy kvetoucí na jaře se svisle uloženými diskovitými hlízami (section Dioscoridea)
  - Druhy skupiny A. cylindraceum (subsection Alpinum)
    - Arum cylindraceum (syn. Arum alpinum Schott et Kotschy) – Evropa

  - Druhy s vysokým nosičem květenství (subsection Tenuifila)
    - Arum korolkowii Regel – střední Asie
    - Arum jacquemontii Blume (syn. Arum griffithii Schott) – střední Asie
    - Arum rupicola Boiss.(syn. Arum conophalloides) – východní Středomoří, Turecko, Írán

  - druhy ze skupiny A. orientale (subsection Dischroochiton)
    - Arum nigrum Schott – Balkán
    - Arum purpureospathum Boyce - Kréta
    - Arum lucanum Cavara et Grande - Itálie
    - Arum balansanum R. Mill. (syn. Arum phrygium Boiss.) - Turecko
    - Arum hainesii Agnev et Hadač - Irák
    - Arum gratum Schott (syn. Arum stevensii Boyce) - Turecko
    - Arum elongatum Steven – Balkán, Turecko, Kavkaz
    - Arum cyrenaicum Hrubý - S. Afrika, Kréta
    - Arum orientale Bieb. – Evropa, Turecko, Kavkaz
    - Arum petteri - jižní Evropa, Turecko
    - Arum apulum (Cáráno) Boyce – Itálie

  - Druhy s dlouhým nosičem květenství a drobným květenstvím (subsection Hygrophila)
    - Arum euxinum R. Mill. – Turecko
    - Arum hygrophilum Boiss. (syn. Arum albinervium Kotschy) – Blízký východ, S. Afrika, Kypr

  - Druhy skupiny A. dioscoridis (subsection Poeciloporphyrochiton)
    - Arum dioscoridis Sm. in Sibthorp et Smith - Turecko, Blízký východ
    - Arum palestinum Boiss (syn. Arum sanctum Damann, A. magdalenae Sprenger) – Blízký východ

  - Druhy bez sterilních samčích a samičích květů (subsection Cretica)
    - Arum creticum Boiss – Kréta, Turecko – poloostrov Marmaris
    - Arum idaeum Coust. et Gandoger – Kréta

## Příbuzné rody
- - Biarum
  - Dracunculus
  - Eminium
  - Helicodiceros